# Anschaffungswertprinzip
Das Anschaffungswertprinzip ist in der Betriebswirtschaftslehre und in der Rechnungslegung ein Grundsatz, wonach ein Vermögensgegenstand bei seiner Anschaffung höchstens mit den Anschaffungskosten bilanziert werden darf.

## Allgemeines
Das Anschaffungswertprinzip gehört zu den Grundsätzen ordnungsmäßiger Buchführung und besagt, dass ein Vermögensgegenstand höchstens mit den um planmäßige Abschreibungen verminderten Anschaffungskosten in der Bilanz angesetzt werden darf, so dass ein über die Anschaffungskosten hinausgehender Wert (Wiederbeschaffungskosten) unberücksichtigt bleiben muss.

## Inhalt
Nach § 255 Abs. 1 HGB gehören zu den Anschaffungskosten zwingend folgende Bestandteile:
```
   Anschaffungspreis
   - Anschaffungspreisminderungen (erhaltene 
Preisnachlässe
)
   + 
Anschaffungsnebenkosten
 (etwa 
Gebühren
)
   + nachträgliche Anschaffungskosten (etwa 
Montagekosten
 bei Inbetriebnahme)
   = 
Anschaffungskosten
```

Die Anschaffungskosten bilden die absolute Wertobergrenze bei der Bilanzierung. Wertsteigerungen oder höhere Wiederbeschaffungskosten dürfen nicht berücksichtigt werden.

## Österreich und Schweiz
In Österreich ist das Anschaffungswertprinzip in § 201 UGB, in der Schweiz in Art. Art. 960a Obligationenrecht vorgesehen.

## International
Beim internationalen Rechnungslegungsstandard International Financial Reporting Standards (IFRS/IAS) gelten die Anschaffungskosten (englisch historical cost) als grundlegende Wertkonvention für die Bewertung von Vermögensgegenständen (englisch assets), so dass auch hier das Anschaffungswertprinzip gilt. Insbesondere ist das Anschaffungswertprinzip auf  die Bewertung des Sachanlagevermögens (englisch property, plant and equipment; IAS 16.30), Vorratsbewertung (IAS 2.9), Bewertung immaterieller Vermögensgegenstände (englisch intangible assets; IAS 38.74), Forderungen und Ausleihungen (englisch loans and receivables; IAS 39.46a) und Verbindlichkeiten (englisch liablities; IAS 39.47) anzuwenden. Ein Wahlrecht besteht für Rendite-Liegenschaften (englisch investment property; IAS 40.56) und für nicht-derivative Finanzinstrumente der Kategorie Held for Trading (IAS 39.46b).
Für die Anschaffungskosten gelten die Standards IAS 2.11 in Verbindung mit IAS 23, IAS 17.6 ff. und IAS 38.24. Danach setzen sich die Anschaffungskosten wie folgt zusammen:
```
   Anschaffungspreis
   - Anschaffungspreisminderungen
   + Anschaffungsnebenkosten
   + nachträgliche Anschaffungskosten
   + 
Fremdkapitalkosten
 (bei 
englisch
 
qualifying assets
)
   = Anschaffungskosten
```

Bei qualifizierten Vermögenswerten (englisch qualifying assets) müssen anteilige Fremdkapitalkosten einbezogen werden (IAS 23.11). Hierbei handelt es sich um Vermögenswerte, deren Herstellung und Versetzung in einen verkaufsbereiten Zustand einen längeren Zeitraum von mehr als 12 Monaten benötigt (etwa Flugzeuge, Gebäude, Schiffe, aber auch wegen der Reifezeit Käse oder Wein).
Allerdings wird dieser Grundsatz häufig durchbrochen. Da beispielsweise eine Neubewertung der Vermögensgegenstände zum Marktwert (englisch Fair Value) möglich ist, führen Zuschreibungen zur Verbesserung der Ertragslage eines Unternehmens, ohne dass diese höheren Werte realisiert wurden.
Die – nicht mehr geltende – Richtlinie 78/660/EWG vom 25. Juli 1978 aufgrund von Art. 54 Abs. 3 Buchstabe g) des Vertrages über den Jahresabschluss von Gesellschaften bestimmter Rechtsformen sah nach Art. 33 vor, dass die in der IFRS-Rechnungslegung nach IAS 16.31 zulässige Aufwertung des Sachanlagevermögens ergebnisneutral in eine Neubewertungsrücklage zu passivieren war, die unter Durchbrechung des Anschaffungswertprinzips in Eigenkapital umgewandelt werden durfte. Während diese Regelungen in allen EU-Mitgliedstaaten in nationales Recht transformiert wurden, hat Deutschland auf ihre Berücksichtigung im Handelsrecht verzichtet. Diese Richtlinie wurde durch die Richtlinie 2013/34/EU (Bilanz-Richtlinie) im Juni 2013 aufgehoben. Auch diese neue Richtlinie ermöglicht nach Art. 7 Abs. 1 den EU-Mitgliedstaaten den Erlass von nationalen Vorschriften, allen Unternehmen die Bewertung des Anlagevermögens zu Neubewertungsbeträgen zu gestatten, wobei der Unterschiedsbetrag zwischen der Bewertung zu den Anschaffungs- oder den Herstellungskosten und der Bewertung auf Neubewertungsbasis der Neubewertungsrücklage in der Bilanz unter „Eigenkapital“ zuzuführen ist.
Da es im HGB weiterhin an diesen Regelungen zur Neubewertung fehlt, kommt die Nutzung der Neubewertungsrücklagen nur für Unternehmen in Frage, die als Wertpapieremittenten an einem organisierten Kapitalmarkt auftreten wie etwa kapitalmarktorientierte Kapitalgesellschaften. Diese sind nach der IAS-Verordnung vom Juli 2002 verpflichtet, seit 2005 in ihren Konzernabschlüssen zwingend die IFRS anzuwenden. Hierzu regelt § 315a HGB, welche HGB-Bestimmungen für diese Unternehmen entsprechend anzuwenden sind. Nach der IAS-Verordnung ist das Anschaffungskostenmodell oder das Neubewertungsmodell zu wählen. Wird das Neubewertungsmodell gewählt, ist die Wertsteigerung aus der Erhöhung des Buchwertes direkt in das Eigenkapital unter der Position „Neubewertungsrücklage“ erfolgsneutral einzustellen (IAS 16.39 für Sachanlagen, IAS 38.85 für immaterielle Vermögenswerte). Dadurch wird ein Teil der stillen Reserven zwar sichtbar gemacht, aber nicht ausgeschüttet, denn es gilt weiterhin eine Ausschüttungssperre.

## Wirtschaftliche Aspekte
Das Anschaffungswertprinzip wird nach § 253 HGB durch das Niederstwertprinzip bei Vermögenswerten und durch das Höchstwertprinzip bei Verbindlichkeiten modifiziert. Aus dem Realisationsprinzip folgt, dass bis zum Zeitpunkt der Realisierung das Anschaffungswertprinzip gilt.  Es greift nicht, wenn Ausgaben nicht zu einem Vermögensgegenstand führen, sie sind dann als Aufwand zu behandeln.
Wegen der vielen Bewertungswahlrechte haben IFRS-Anwender bei vielen Bilanzpositionen ein Wahlrecht zur Bilanzierung im Einklang mit dem Anschaffungswertprinzip oder unter Durchbrechung desselben. Eine zwingende Durchbrechung des Anschaffungswertprinzips sehen nur relativ wenige Einzelvorschriften vor (IAS 11; IAS 41; teilweise IFRS 9). Die US-GAAP ähneln insofern den IFRS.